# Адольф Мартін Плейшл
Адольф Мартін Плейшл (нім. Adolf Martin Pleischl; 10 жовтня 1787, Горні Плана, Богемія — 31 липня 1867, Гайдерсгофен, Австро-Угорська імперія) — хімік, лікар, педагог, професор, доктор філософії, винахідник.

## Біографія
Народився в небагатій сім'ї. Закінчив гімназію в Празі. З 1806 року вивчав в університеті філософію, з 1809 року — медицину. У 1815 році став лікарем, й, окрім лікарської діяльності, почав серйозно вивчати хімію.
У 1815 році отримав докторський ступінь в Карловому університеті, де згодом став професором загальної та фармацевтичної хімії (1821—1838). Займався перспективами розвитку празького хіміко-фармацевтичного інституту.
У 1838 році переїхав до Відня, читав лекції у Віденському університеті.
Помер Адольф Мартін Плейшл у 1867, похований у Відні на кладовищі Святого Марка.
Його донька Марія була одружена з лікарем Йоганном фон Оппольцером (1808—1871), одним із засновників так званої Віденської медичної школи.

## Наукова діяльність
У Празі вчений здійснив свій перший науковий аналіз води в річці Влтава, міському водопроводі та фонтанах.
Досліджував термальні джерела богемських курортів. Був активним ініціатором санаторно-курортного лікування в Карлових Варах, Маріанських Лазнях, Франтішкові-Лазне і Теплиці. Його позитивний висновок якостей води у Карлових Варах посприяв виникненню прибуткового джерела доходу шляхом експорту бутильованої води і продуктів, які містять у своєму складі гідрокарбонат натрію.
Плейшлу також приписують створення безпечної неметалевої емалі для покриття металевого посуду.
Крім того, вчений, за допомогою тиску і низької температури, намагався здійснити зріджування діоксиду вуглецю, процес, який пізніше був успішно завершений його учнем Йоганном Августом Наттерером.

## Нагороди
- Був нагороджений Лицарським Хрестом Імператорського австрійського ордена Франца Йосифа.
- У 1949 році в Зіммерингу (11 район Відня) на його честь названа алея «Pleischlgasse».